# Estación Kraainem/Crainhem
La estación Kraainem/Crainhem es una estación del sistema de metro de Bruselas sita en la municipalidad belga de Woluwe-St.-Lambert/St.-Lambrechts-Woluwe, en Bruselas. Desde el 4 de abril de 2009, la estación da servicio a la línea 1, anteriormente conocida como 1B.
Se localiza en la intersección de la Wezembeeklaan / Avenue de Wezembeek, Mounierlaan / Avenue Mounier, y Kraainemlaan / Avenue de Kraainem. Tiene un gran aparcamiento disuasorio a su alrededor, y también es el término de un número de rutas de autobús regional de De Lijn, al igual que para las rutas de autobús 30 y 31.
La estación fue inaugurada en 1988, con la extensión del ramal este de la línea 1B desde Alma hasta Stockel/Stokkel. Debido a su emplazamiento en un aparcamiento, es una de las pocas estaciones del metro de esta ciudad que tiene el edificio a nivel del suelo, y no construido bajo tierra; la mayoría tienen un entresuelo subterráneo.
Originalmente, la estación se llamaba exclusivamente Kraainem, usando exclusivamente su topónimo holandés, pues técnicamente tiene el nombre de la Kraainemlaan/ Avenue de Kraainem, una carretera que usa el mismo nombre tanto en holandés como en francés, y no por la cercana municipalidad de Kraainem. De todas formas, la comunidad francoparlante de Bruselas protestó con rapidez contra lo que veían como una violación de las facilidades bilingües e insistieron en que la forma francesa, Crainhem, fuera añadida al nombre de la estación. Irónicamente, el nombre Crainhem no es francés en absoluto, sino una forma obsoleta del topónimo en holandés.
Por ello, hoy se piensa que la estación se llama así por la municipalidad de Kraainem, aun a pesar de no encontrarse en su territorio.
- Datos: Q893271
- Multimedia: Kraainem/Crainhem metro station / Q893271